# Marty Jemison
Marty Jemison (Salt Lake City, 18 maggio 1965) è un ex ciclista su strada statunitense.

## Palmarès

### Strada
- 1993 (Dilettanti, due vittorie)

Campionati statunitensi, Prova in linea Dilettanti
Classifica generale Tour de Beauce
- 1996 (US Postal Service, tre vittorie)

1ª tappa Cascade Cycling Classic
Classifica generale Cascade Cycling Classic
3ª tappa Fitchburg Longsjo Classic
- 1999 (US Postal Service, una vittoria)

Campionati statunitensi, Prova in linea Elite

#### Altri successi
- 1995 (Montgomery-Bell)

Criterium Grand Junction
- 1998 (US Postal Service)

First Union Grand Prix

## Piazzamenti

### Grandi Giri
- Tour de France

1997: 96º
1998: 48º
- Vuelta a España

1999: ritirato (11ª tappa)

### Classiche monumento
- Milano-Sanremo

1997: 80º
1999: 60º
- Giro delle Fiandre

2000: 71º
- Parigi-Roubaix

1998: ritirato
1999: ritirato
2000: ritirato
- Liegi-Bastogne-Liegi

1997: 64º
1998: 45º
1999: 18º
2000: 77º

### Competizioni mondiali
- Campionati del mondo

Agrigento 1994 - In linea Elite: 31º
San Sebastián 1997 - In linea Elite: 68º